# Éditologie
« Éditologie » est le terme proposé par le philosophe belge Jean C. Baudet pour désigner sa démarche épistémologique.
Il s'agit d'opérer la critique de la science en définissant celle-ci comme formée « d'un ensemble de textes édités ». Il faut, bien entendu, analyser le contenu de ces textes, mais il faut en outre comprendre les modalités de leur édition, c'est-à-dire leur acceptation comme « scientifiques » par la communauté internationale des chercheurs. C'est dans ces modalités que résident les particularités du discours scientifique. L'éditologie pose donc que le critère de scientificité de Karl Popper (la falsifiabilité) est insuffisant : les propositions de la vie courante sont généralement falsifiables, sans cependant présenter de caractère scientifique. Un texte du Journal of the American Chemical Society est scientifique du fait même de sa parution dans ce périodique ; un article du journal Le Monde ne l'est pas.
L'éditologie devant examiner soigneusement les publications scientifiques (revues périodiques, normes, brevets...), elle doit faire appel à la sociologie et à l'histoire. L'éditologie considère donc que l'histoire des sciences et la sociologie des milieux scientifiques sont deux parties intégrantes de l'épistémologie.
Un apport important de l'éditologie à la réflexion philosophique est de substituer le concept de science-technologie-industrie (STI) à celui de science. La STI est un continuum épistémique, car les modalités d'édition sont semblables pour les travaux « scientifiques » (chercheurs), « techniques » (ingénieurs) et « industriels » (manageurs).
Le concept d'éditologie a notamment été mis en œuvre par l'école de sociolinguistique de l'Université de Rouen dans les années 1990 (Louis Guespin, François Gaudin).